# Мартинес Кальво, Хавьер
Хавьер Мартинес Кальво (исп. Javier "Javi" Martínez Calvo; род. 22 декабря 1999, Ольвега, Кастилия и Леон) — испанский футболист, вингер клуба «Уэска».

## Клубная карьера
Мартинес — воспитанник клуба «Осасуна». В 2016 году игрок начал выступать за дублирующий состав клуба. 31 мая 2019 года в матче против «Кордовы» он дебютировал в Сегунде за основной состав. По итогам сезона клуб вышел в элиту. 19 июля 2020 года в матче против «Мальорки» он дебютировал в Ла Лиге. 21 апреля 2021 года в поединке против «Валенсии» Хави забил свой первый гол за «Осасуну». В 2022 году Мартинес на правах аренды перешёл в «Альбасете». 4 сентября в матче против «Малаги» он дебютировал за новую команду. 
В начале 2023 году Мартинес был арендован «Уэской». 4 февраля в матче против «Мирандеса» он дебютировал за новую команду. 14 мая в поединке против «Понферрадина» Хави забил свой первый гол за «Уэску». 